# Šu (bůh)
Šu (nebo Šov, šw znamená asi Prázdný), je staroegyptský bůh vzduchu, větru, světla a života. Drží nebesa, tedy odděluje své potomky Geba a Nut. Z tohoto důvodu si ho Řekové spojili s bohem Atlasem. V Iunu byl pokládán za člena Devatera, kde spolu se svou sestrou a manželkou Tefnut tvoří první generaci bohů zrozenou Stvořitelem Atumem.

## Zrod
Bůh Šu byl podle egyptských mýtů zplozen prvotním bohem Atumem, a to posvátnou masturbací Stvořitele. Poté se spolu se svou sestrou Tefnut vydal do hlubin Nún (vesmíru), kde se ztratili a museli čekat na záchranu od svého otce Atuma, který za nima vyslal své oko. Tento příběh byl často zpodobňován na stěnách egyptských chrámů, jako například v Hathořině chrámu v Dendeře.

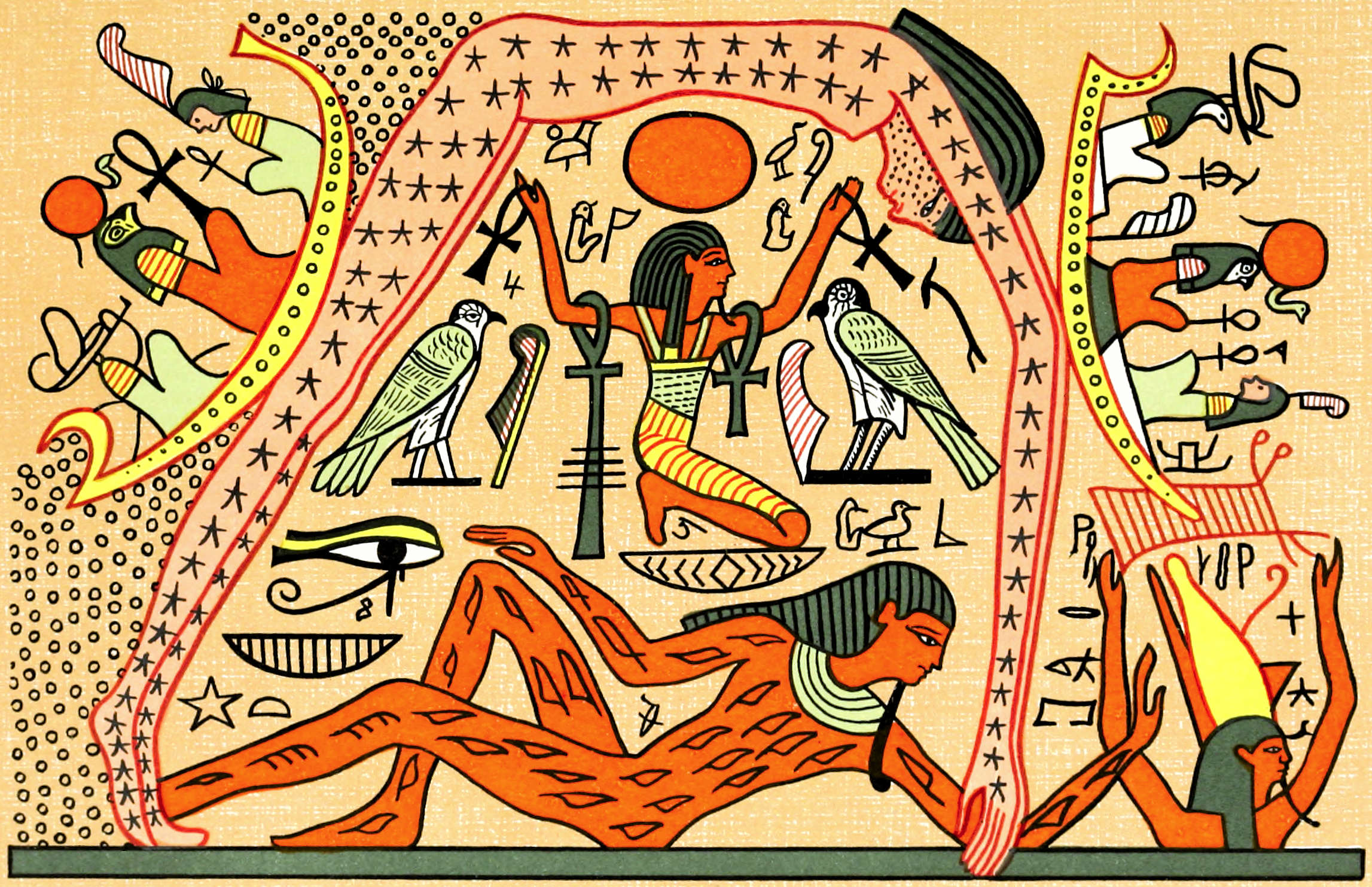
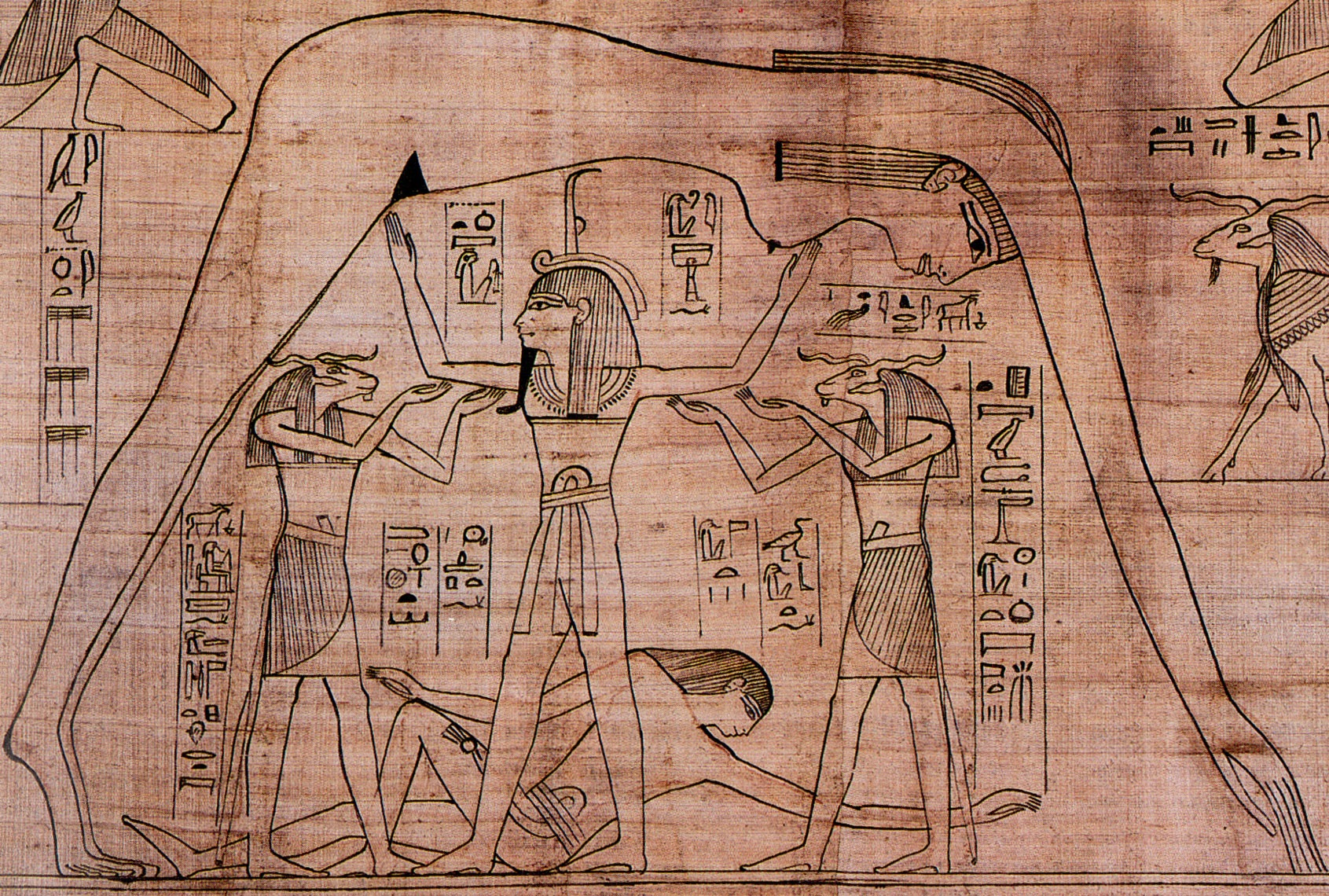